# George Nield Gillett
George Nield Gillett (Racine, Wisconsin, 1938. október 22. –) amerikai üzletember, Montréal Canadiens a jégkorong-csapat tulajdonosa, és az angol Liverpool FC tulajdonosa.

## Életrajza
George Gillett az Amherst Collégiumba járt itt szerezte meg a diplomát.
1979-ben elindította a Gillett Communicationst azáltal, hogy vett három kicsi televízió-állomást. Három évvel később vette meg a WSM televízió-állomást Nashville-ben.
1985-ben Gillett megszerezte a Vail Associates Vailj-jét és Beaver Creek síüdülőhelyeket, Gillettre új sícentrumot akart létrehozni. George elindította a nagysebességű modernizált levehető székes felvonókat. Célja amerika első számú sícentrumává tenni Vailt.

## Liverpool FC
2007. január 31-én Dubai International Capital bejelentette, hogy nem veszik meg a csapatot és  Gillettnek adták a lehetőséget, hogy megvegyék a klubot David Moorestől.
Február 2-án Gillett és Tom Hicks meg vették a Liverpool F.C.-t.
2008 elején a tulajdonosok meneszteni akarták Rafael Benítezt a klub menedzserét a rossz teljesítmény miatt, de a szurkolói hatások miatt ez nem történt meg.

## Más érdekeltségei
Gillett további aktuális üzleti érdekeltségei:
- Northland Services Inc. - egy tengeri szállítási vállalat
- A Vista Auto Group, egy gépkocsi, kereskedéslánc, ami Subaru, Dodge, Jeep & Chrysler tipusú autókat forgalmaz a Coloradói Silverthorne-ban és Subarut, Hondát, Nissant & Chevroletet a Coloradói Glenwood Springsben.